# 山本三郎
山本 三郎（やまもと さぶろう、1909年（明治42年）11月17日 - 1997年（平成9年）10月15日）は、日本の建設官僚、経営者。工学博士。建設事務次官などを歴任した。

## 経歴
山梨県に生まれる。1933年、東京帝国大学工学部土木工学科を卒業し、同年に内務省土木局に就職。関東地方建設局内の各所長などを経て、1956年、建設省河川局長、1960年、建設省技監、1961年、建設事務次官を歴任。1963年に退官した。同年、土木学会会長（ - 1964年）に就任。
1964年、三井港湾開発社長となる。1974年、水資源開発公団総裁に就任し、1982年まで在任した。1997年死去。享年87。

## 業績
治水分野で活躍し、特定多目的ダム法や海岸法、地すべり等防止法、治山治水緊急措置法の制定や、1963年に新河川法が制定される際に中心的な役割を果たした。学位論文「河川法全面改正に至る近代河川事業に関する歴史的研究」などが評価され、文化功労者に選定されている。

## 著書
- 編『河川工学』朝倉書店、1958年。
- 『上善如水 : 川のくに水のくにの来し方行く末 : 山本三郎今昔咄』新公論社、1992年。

## 栄典
- 1984年 勲一等瑞宝章

## 受賞
- 1994年 第一回前田工学賞受賞（博士学位論文「河川法全面改正に至る近代河川事業に関する歴史的研究」東京大学）
- 1996年 文化功労者